# Cumberland County (New Jersey)

Karte von 1862

Das Cumberland County ist ein County im US-Bundesstaat New Jersey. Der Verwaltungssitz (County Seat) ist Bridgeton.

## Geographie
Das County liegt im Süden von New Jersey an der Delaware Bay, dem Mündungstrichter des Delaware River in den Atlantik. Es hat eine Fläche von 1752 Quadratkilometern, wovon 485 Quadratkilometer Wasserfläche sind. An das Cumberland County grenzen folgende Countys:
| Salem County            | Gloucester County | Atlantic County |
| Kent County (Delaware)1 |                   |                 |
|                         |                   | Cape May County |

1 - Seegrenze  in der Delaware Bay

Das County wird vom Office of Management and Budget zu statistischen Zwecken als Vineland, NJ Metropolitan Statistical Area geführt.

## Geschichte

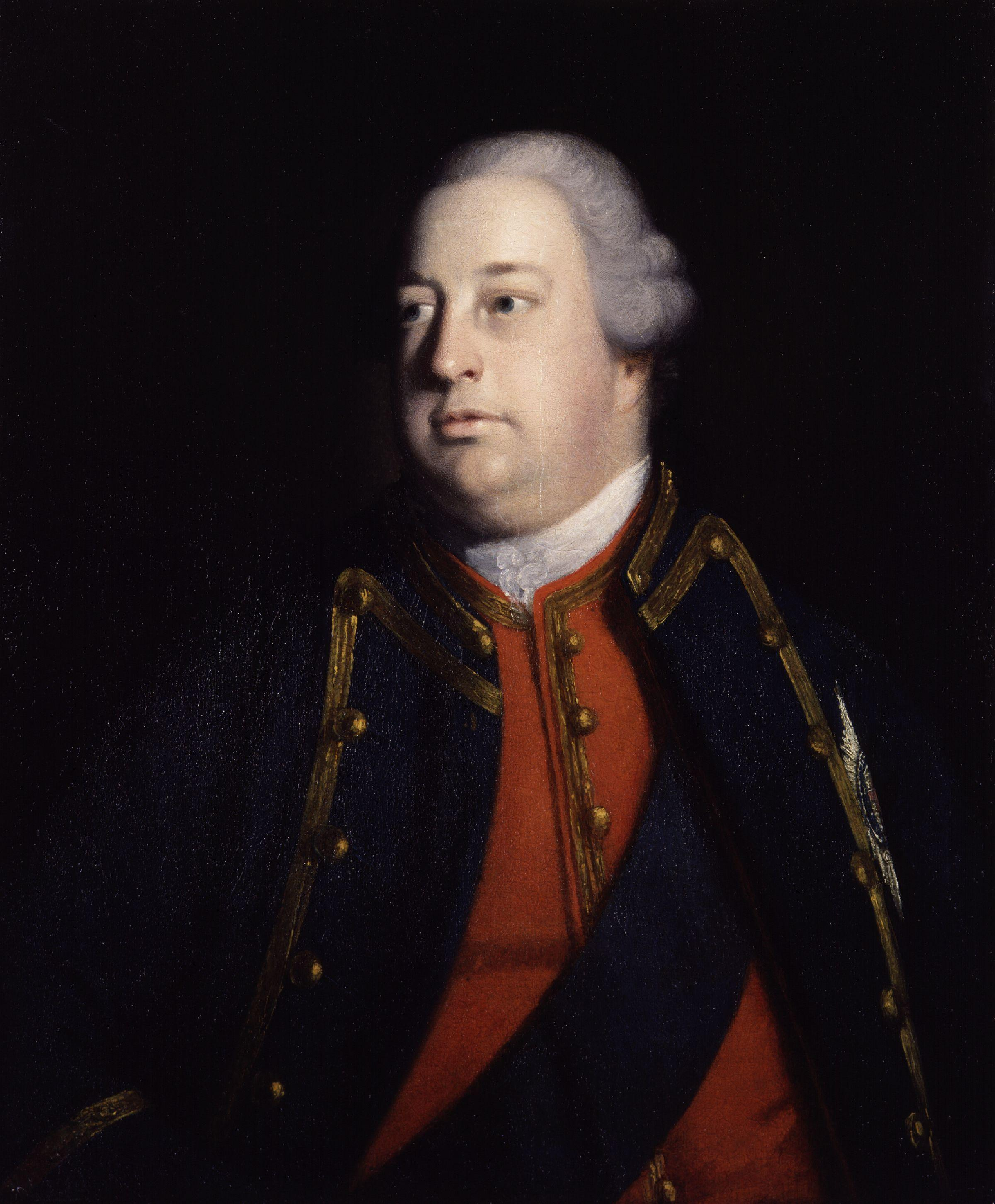
Duke of Cumberland

Das Cumberland County wurde 1748 aus ehemaligen Teilen des Salem Countys gebildet. Benannt wurde es nach Prinz William Augustus, Duke of Cumberland (1721–1765), einem Mitglied des britischen Königshauses und Heerführer.
26 Bauwerke und Stätten des Countys sind im National Register of Historic Places eingetragen (Stand 16. Februar 2018).

## Demografische Daten
Nach der Volkszählung im Jahr 2010 lebten im Cumberland County 156.898 Menschen in 50.773 Haushalten. Die Bevölkerungsdichte betrug 123,8 Einwohner pro Quadratkilometer. In den 50.773 Haushalten lebten statistisch je 2,84 Personen.
Ethnisch betrachtet setzte sich die Bevölkerung zusammen aus 62,7 Prozent Weißen, 20,2 Prozent Afroamerikanern, 1,1 Prozent amerikanischen Ureinwohnern, 1,2 Prozent Asiaten sowie aus anderen ethnischen Gruppen; 3,5 Prozent stammten von zwei oder mehr Ethnien ab. Unabhängig von der ethnischen Zugehörigkeit waren 27,1 Prozent der Bevölkerung spanischer oder lateinamerikanischer Abstammung.
24,0 Prozent der Bevölkerung waren unter 18 Jahre alt, 63,5 Prozent waren zwischen 18 und 64 und 12,6 Prozent waren 65 Jahre oder älter. 48,5 Prozent der Bevölkerung war weiblich.
Das jährliche Durchschnittseinkommen eines Haushalts lag bei 47.921 USD. Das Prokopfeinkommen betrug 21.758 USD. 16,4 Prozent der Einwohner lebten unterhalb der Armutsgrenze.

## Städte und Gemeinden
Citys
- Bridgeton
- Millville
- Vineland

Borough
- Shiloh

Census-designated places (CDP)
| - Cedarville - Fairton - Laurel Lake | - Port Norris - Rosenhayn - Seabrook Farms |

andere Unincorporated Communitys
| - Cumberland - Delmont - Dorchester - Fortescue | - Leesburg - Mauricetown - Newport - Port Elizabeth | - Sea Breeze - Seabrook |

weitere Orte
- Baileytown
- Bay Side
- Beals Mill
- Bennetts Mill
- Big Oak
- Bivalve
- Bowentown
- Bricksboro
- Bridgeton Junction
- Buckshutem
- Carlls Corner
- Carmel
- Centre Grove
- Clarks Mill
- Clayville
- Cohansey
- Davis Mill
- Deerfield
- Dividing Creek
- Dragston
- Farmingdale
- Finley
- Fordville
- Forest Grove
- Frames Corner
- Friendship
- Gandys Beach
- Garrison Corner
- Garton
- Gouldtown
- Greenwich
- Halberton
- Haleyville
- Harmony
- Heislerville
- Hesstown
- Hoffmans Mill
- Husted
- Jericho
- Jones Mill
- Kernan Corner
- Leamings Mill
- Lores Mill
- Lummistown
- Manumuskin
- Marlboro
- Menantico
- Necombtown
- New England Crossroads
- New Italy
- North Port Norris
- North Vineland
- Northville
- Orchard Center
- Othello
- Pleasantville
- Rammel Mill
- Roadstown
- Roosevelt Park
- Seeley
- Shaws Mill
- Shell Pile
- Sheppards Mill
- South Vineland
- Springtown
- Stow Creek Landing
- Turkey Point Corner
- West Village
- Woodruff

## Townships
- Commercial Township
- Deerfield Township
- Downe Township
- Fairfield Township
- Greenwich Township
- Hopewell Township
- Lawrence Township
- Maurice River Township
- Stow Creek Township
- Upper Deerfield Township